# Neil Ardley
Neil Richard Ardley (* 26. Mai 1937 in Wallington; † 23. Februar 2004) war ein britischer Jazzpianist und Komponist, der sich auch als Autor populärwissenschaftlicher Bücher und als Lektor einen Namen machte.

## Leben und Wirken
Ardley lernte im Alter von 13 Jahren Piano, später dann Saxophon. Während seines Chemiestudiums auf der Bristol University (B.Sc. 1959) spielte er sowohl Piano als auch Saxophon in Jazzbands. Er verfolgte parallel sowohl eine musikalische Karriere als auch eine als Sachbuchautor.

### Karriere als Musiker
Anschließend zog Ardley nach London, wo er 1960 und 1961 Komposition und Arrangement bei Raymond Premru studierte. Er wurde Pianist in der John Williams Big Band und schrieb für diese Band sowohl Arrangements als auch neue Kompositionen. Zwischen 1964 und 1970 leitete er das neu gegründete New Jazz Orchestra, mit dem er zwei Platten aufnahm. Während der 1970er Jahre baute er ein Studio auf und schrieb hauptsächlich fürs Fernsehen. Ermutigt durch den Musikproduzenten und Impresario Denis Preston begann Ardley damit, klassische Verfahrensweise des Komponierens mit solchen des Jazz zu kombinieren. Sein Werk A Symphony of Amaranths (1971) für eine 25-köpfige Band plus Streicher gewann als erstes Jazzalbum den Preis des Arts Council of Great Britain. Seine fülligen Orchestrationen wurden in den siebziger Jahren auch mit Hilfe Synthesizern eingespielt. 1980 wurde jedoch, als er an einem rein elektronischen Album arbeitete, sein Plattenvertrag beendet, so dass er sich nun auf die Tätigkeit als Autor und Publizist konzentrierte. Daneben spielte er jedoch weiter, insbesondere mit der Elektrojazzgruppe Zyklus, die er mit dem Komponisten John L. Walters, Warren Greveson und Ian Carr bzw. Nick Robinson bildete. Sie hatte zum Ziel, die Verbindung von Komposition und Improvisation durch die Entwicklung halbimprovisierter elektronischer Klangwelten mit einem akustisch improvisierenden Solisten zu erforschen. 1994 schrieb er die Komposition „On the Four Winds“ für New Perspectives, ein Ensemble aus Jazz- und klassischen Musikern. Außerdem begann er in den späten 1990er Jahren Chormusik zu schreiben.

### Karriere als Publizist und Autor
Bereits 1962 wurde Ardely Mitglied der Londoner Redaktion der World Book Encyclopedia. In den nächsten vier Jahren entwickelte er Techniken sowohl für das Lektorat als auch für das Verfassen von Einführungen für ein junges Publikum. Nachdem er eine Weile für den Hamlyn-Verlag gearbeitet hatte, machte er sich 1968 als Lektor selbstständig (auch um seiner Parallelkarriere besser nachgehen zu können). Seit den 1970ern konzentrierte er sich auf das Schreiben von populärwissenschaftlichen Darstellungen und Lexika für Kinder über die Vogelwelt, Wissenschaft und Technik, aber auch Musik. Sein Buch The Way Things Work verkaufte sich weltweit mehr als drei Millionen Mal und wurde mit mehreren Preisen ausgezeichnet. Insgesamt schrieb er 101 Bücher, die sich über 10 Millionen Mal verkauften.

## Diskographie (Auswahl)
- 1965: Western Reunion (New Jazz Orchestra)
- 1970: Greek Variations (mit Ian Carr, Michael Gibbs, Karl Jenkins, Jack Bruce, John Marshall)
- 1971: A Symphony of Amaranths (mit Dick Heckstall-Smith, Karl Jenkins u. a.)
- 1973: Mike Taylor Remembered (mit Jon Hiseman, Barbara Thompson, Ian Carr, Henry Lowther, Dave Gelly und Norma Winstone)
- 1976: Kaleidoscope of Rainbows (mit Ian Carr, Tony Coe, Geoff Castle und Dave MacRae)
- 1978: Harmony of the Spheres (mit John Martyn, Ian Carr, Tony Coe, Geoff Castle u. a.)
- 1991: Virtual Realities (Zyklus, mit Ian Carr, John L. Walters and Warren Greveson.)
- 2001: Creation Mass

## Nachweise/Weblinks
- Ian Carr, Digby Fairweather, Brian Priestley: Rough Guide Jazz. Der ultimative Führer zur Jazzmusik. 1700 Künstler und Bands von den Anfängen bis heute. Metzler, Stuttgart/Weimar 1999, ISBN 3-476-01584-X.
- Webpräsenz mit Diskographie und Werkverzeichnis (Kompositionen und Bücher)
- Alyn Shipton. Out of the Long Dark: The Life of Ian Carr. Equinox Publishing, 2006. ISBN 1845532228 und ISBN 9781845532222 (Paperback)
- Neil Ardley (All Music Guide).
- Nachruf The Guardian, 4. März 2004
- Literatur von und über Neil Ardley im Katalog der Deutschen Nationalbibliothek

| Personendaten    | Personendaten                |
| ---------------- | ---------------------------- |
| NAME             | Ardley, Neil                 |
| ALTERNATIVNAMEN  | Ardley, Neil Richard         |
| KURZBESCHREIBUNG | britischer Autor und Musiker |
| GEBURTSDATUM     | 26. Mai 1937                 |
| GEBURTSORT       | Wallington                   |
| STERBEDATUM      | 23. Februar 2004             |